# Кошелев, Юрий Анатольевич
Юрий Анатольевич Кошелев (4 апреля 1927, Рязань — 10 декабря 2017, Москва) — советский организатор строительного комплекса, Герой Социалистического Труда (1976), Лауреат Государственной премии СССР в области техники, Заслуженный строитель РСФСР, академик Российской академии транспорта, начальник Московского Метростроя (1972—1976, 1986—1999).

## Биография
Родился 4 апреля 1927 года в Рязани. В 1946 году окончил с отличием рязанский железнодорожный техникум и поступил учиться в Московский институт инженеров железнодорожного транспорта на факультет «Мосты и тоннели». Активно занимался общественной работой.
После окончания института в 1951 году был направлен на остров Сахалин на строительство тоннеля под проливом Невельского, который должен был связать Сахалин с материком. На этом строительстве, на мысе Лазарева, Ю. А. Кошелева назначили мастером основных работ. Дали в подчинение двенадцать бригад. Им было поручено соорудить на берегу моря ствол шахты диаметром восемь с половиной метров и глубиной порядка восьмидесяти. А после этого предлагалось сделать рассечки и начинать проходку тоннеля. Работы велись под руководством заместителя начальника стройки И. А. Яцкова. Проходку первой шахты закончили в феврале 1953 года. А в марте умер Сталин, который был инициатором этой стройки, и строительство тоннельного перехода на Сахалин было прекращено.
В октябре 1953 года Кошелев, по приглашению Яцкова, был принят в производственный отдел Управления московского Метростроя на должность старшего инженера. Вскоре его перевели в заместители начальника отдела. Но все равно в Управлении он задержался лишь на пару лет.
В 1957 году Яцков пригласил Кошелева главным инженером в СМУ-1. И там они вместе проработали целых девять лет. В те годы Кошелев руководил строительством «Фрунзенской», радиальной «Таганской», правобережного вестибюля «Ленинских гор», многих других интересных сооружений, которые, возможно, не так уж бросаются в глаза, но имеют очень большое значение. Например, крайне нелегкой была проходка тоннелей между станциями «Ленинские горы» и «Университет», из-за особо сложных грунтовых условий работать приходилось в кессоне. И тогда практически ежедневно бывал он под сжатым воздухом. Именно личный опыт и заставил Кошелева совместно со специалистами Метрогипротранса заняться поисками такого технического решения, которое бы полностью исключило кессон. Выход был найден — это так называемый метод проходки в обводненных неустойчивых грунтах с принудительным водопонижением.
Работа получила большое признание. В 1966 году Кошелева переводят в начальники СМУ-6, где он проработал год, а в 1967 году его назначили главным инженером Главтоннельметростроя.
С 1972 года, после кончины В. Д. Полежаева, по 1976 год — начальник московского Метростроя. Под его руководством и при его личном участии решены многие проблемные вопросы метростроения: созданы механизированные проходческие щиты для строительства перегонных тоннелей; разработаны и внедрены в практику конструкции односводчатых станций глубокого и мелкого заложения, технологии сооружения цельносекционной обделки перегонных тоннелей открытым способом и строительства тоннелей с монолитно-прессованной обделкой. Когда надо было проходить перегонные тоннели Краснопресненского радиуса под каналом имени Москвы, на расстоянии всего лишь трёх метров от его дна, предлагалось даже приостановить на этом участке судоходство. Все терялись в догадках, как осуществить эту опасную затею. Кошелев нашёл своё решение проблемы: по дну реки вырыли мощные траншеи, в них уложили трубы, засыпали песком, и по трубам пустили хладоноситель, который образовал защитный экран из замороженного грунта и воды. Под этим экраном без перерыва в судоходстве были пройдены тоннели. Но все подписи на документах, разрешающих начать проходку новым методом, были главным образом Кошелева. Позднее этот метод был взят на вооружение зарубежными тоннелестроителями.
Указом Президиума Верховного Совета СССР от 30 апреля 1976 года за большой вклад в развитие метростроения, внедрение прогрессивной технологии сооружения тоннелей и выполнение зданий по строительству и вводу в эксплуатацию новых линий Ждановско-Краснопресненского диаметра Московского метрополитена имени В. И. Ленина Кошелеву Юрию Анатольевичу присвоено звание Героя Социалистического Труда с вручением ему ордена Ленина и золотой медали «Серп и Молот».
С 1976 по 1986 год — начальник Главтоннельметростроя. Десять лет им — начальником Главтоннельметростроя — расширялась сеть метрополитенов страны, с шести до четырнадцати. Организовывалось и осуществлялось строительство тоннелей БАМа, в том числе и Северо-Муйского, самого сложного в мире, большого количества тоннелей в Армении на трассе Раздан — Иждеван и других сооружений тоннельного типа по всей стране.
С 1986 по 1999 год — вновь начальник московского Метростроя. Итого, общий стаж начальника московского Метростроя у него — 17 лет. В 1990 году Кошелев принял активное участие в создании Тоннельной ассоциации России.
С 1999 года — на пенсии. Жил в Москве.

## Награды
Доктор технических наук. Академик Российской академии транспорта. Заслуженный строитель РСФСР, заслуженный строитель Москвы. Почётный транспортный строитель. Лауреат Государственной премии СССР за разработку совместно с учёными и конструкторами Метрогипротранса метода сооружения тоннелей из монолитно-прессованного бетона. Этот метод позволил свести к минимуму просадки во время проходки под городскими сооружениями, изъять из технологии проходки арматурный металл и удешевить строительство более чем на треть. Награждён двумя орденами Ленина, орденом «Знак Почёта», орденом «За заслуги перед Отечеством» 4-й степени, медалями. Имеет больше шестидесяти авторских свидетельств.

## Память
12 апреля 2019 года на фасаде Управления Мосметростроя была установлена мемориальная доска в память о Юрии Кошелеве.

## Семья
- Дочь: Татьяна Чубарова[1]